# لينكولن الكسندر
لينكولن الكسندر هو كاتب سير ذاتية ومحامي وسياسي كندي، ولد في 21 يناير 1922 في تورونتو في كندا، وتوفي في 19 أكتوبر 2012 في هاميلتون في كندا. حزبياً، نشط في الحزب الكندي التقدمي المحافظ. وقد انتخب عضو مجلس العموم الكندي عن دائرة هاميلتون الغربية ‏ (25 يونيو 1968 – 28 مايو 1980) وانتخب Lieutenant Governor of Ontario ‏ (20 سبتمبر 1985 – 10 ديسمبر 1991).